# Айнур Эльгюнеш
Айнур Эльгюнеш (полное имя: Айнур Тельман кызы Гамбарова; (азерб. Aynur Telman qızı Qəmbərova) 29 мая 1975 года, Агдам, Азербайджанская ССР)  — азербайджанская журналистка и политическая заключённая; в 2005-2014 годах работала в известных газетах как "Gündəliк Azərbaycan" (Ежедневный Азербайджан), "Yeni Müsavat" (Новый Мусават), "Azadlıq" (Свобода), "Bizim Yol" (Наш путь).
С апреля 2014 года работает в Meydan TV. В настоящее время является главным редактором Meydan TV.
6 декабря 2024 года была арестована в рамках уголовного дела, возбужденного против журналистов Meydan TV. 8 декабря решением Хатаинского районного суда в отношении неё была избрана мера пресечения в виде ареста. Ей и другим арестованным по этому делу были предъявлены обвинения по статье 206.3.2 Уголовного кодекса Азербайджана (контрабанда, совершённая группой лиц по предварительному сговору). Айнур Эльгюнеш отвергла обвинения, и в целом связала своё задержание с профессиональной журналистской деятельностью.
Ряд местных и международных правозащитных организаций осудили арест Айнура Эльгюнеш, назвав его политическим, и призвали власти Азербайджана немедленно освободить её.
В настоящее время она содержится в Бакинском следственном изоляторе Пенитенциарной службы Министерства юстиции.

## Ранее годы
Айнур Тельман кызы Гамбарова родилась 29 мая 1975 года в Агдамском районе. Когда Айнур училась в седьмом классе, ее статьи были опубликованы в районной газете «Lenin Yolu» (Путь Ленина). Детство Айнур пришлось на тяжёлые годы – период Первой Карабахской войны. В июне-июле 1993 года Агдамский район был оккупирован армянскими вооружёнными силами, и Айнур с семьёй покинули родной район и стали жить как беженцы. Окончила школу в городе Мингечевир (206 километров от города Агдам).
В 1994 году поступила в Азербайджанский государственный педагогический университет имени Н. Туси и 1998 году с отличием окончила факультет Азербайджанского языка и литературы.

## Журналистская деятельность
Айнур Эльгюнеш начала свою журналистскую деятельность в 1996 году. В 1996-2005 годах работала на Государственном радио, а также в качестве сначала корреспондента, затем заведующий отделом в газете "Cümhuriyyət" (Республика), заместителя главного редактора газеты "Yeni Qafqaz" (Новый Кавказ), а также в качестве репортера в газетах "Xalq Cəbhəsi" (Народный фронт), "Paritet" (Паритет) и "Müstəqil" (Независимый). Признание подписи Эльгюнеш датируется началом 2000-х годов.
В 2002 году она прошла обучение по программе BBC «Основы журналистики». В 2005 году прошла курс обучения в Нидерландской школе журналистики.
В 2005-2007 годах работала корреспондентом газеты "Gündəliк Azərbaycan" (Ежедневный Азербайджан). Работала журналистом-расследователем, в основном по социально-экономическим темам. После ареста в апреле 2007 года основателя газеты Эйнуллы Фатуллаева и прекращения деятельности издания в июле того же года была допрошена в Министерстве национальной безопасности (МНБ). В связи с этим делом ей было запрещено покидать страну.
В 2007-2014 годах работала независимым журналистом. В основном сотрудничала с газетами "Yeni Müsavat" (Новый Мусават), "Azadlıq" (Свобода), "Bizim Yol" (Наш путь). Некоторое время была редактором журнала "Yeni İqtisadiyyat" (Новая экономика).
Была пресс-секретарем Азербайджанского национального комитета Хельсинкской гражданской ассамблеи.
Вносила вклад в развитие молодых журналистов в Бакинской школе журналистики (BJM) и Институте демократических инициатив (IDI), проводя с ними тренинги и курсы. В 2012-2013 учебном году преподавал общественную журналистику в Бакинском славянском университете.
С апреля 2014 года работает в Meydan TV В настоящее время является главным редактором Meydan TV. Она сотрудничает с различными международными средствами массовой информации, такими как Институт по освещению войны и мира (IWPR), ChaiKhana Media, и готовит статьи по различным темам, таким как конфликты, политика и права человека. В ходе профессиональной деятельности она неоднократно подвергалась задержаниям, сопротивлению со стороны полиции и жестокому обращению.
В феврале 2016 года, Айнур Эльгюнеш вызвали в Следственное управление по тяжким преступлениям Генеральной прокуратуры и допросили в качестве свидетеля по уголовному делу № 142006023, которое было возбуждено в отношении ряда должностных лиц Meydan TV 12 мая 2014 года.
11 февраля 2020 года во время освещения митинга протеста кандидатов в депутаты у административного здания Центральной избирательной комиссии (ЦИК), Айнур Эльгюнеш вместе с репортером Meydan TV Айтадж Тапдыг — была задержана полицией. В результате применения силы со стороны полицейских Айнур Эльгюнеш получила лёгкие телесные повреждения. Репортёры без границ (RSF) и представитель ОБСЕ по свободе СМИ Арлем Дезир резко осудили произошедшее и заявили, что азербайджанские власти уничтожают плюрализм.
В феврале 2023 года она заявила, что новый законопроект о медиа, в частности касающиеся создания единого реестра, создают широкие возможности для ограничения свободы слова и деятельности СМИ. Она стала одной из 40 журналистов, подписавших позиционный документ, подготовленный независимыми журналистами и медиа-экспертами Азербайджана.

## Уголовное преследование и запрет на выезд (2015—2019)
В декабре 2015 года во время поездки на Украину сотрудниками пограничного контроля Государственной пограничной службы в Международном аэропорту имени Гейдара Алиева ей без объяснения причин был запрещен выезд из страны.
В феврале 2016 года, была допрошена в Следственном управлении по тяжким преступлениям Генеральной прокуратуры в качестве свидетеля по уголовному делу № 142006023, которое было возбуждено в отношении ряда должностных лиц Meydan TV 12 мая 2014 года. А также в 2015-2019 годах ей было запрещено выезжать из Азербайджана.
В июле 2017 года вновь была допрошена в следственном управлении по тяжким преступлениям Генеральной прокуратуры.
В марте 2016 года Айнур Эльгюнеш обратилась в суд с иском на запрет выезда из страны. В Насиминском районном суде Баку под председательством судьи Бабека Панахова была рассмотрена жалоба Гамбаровой на запрет на выезд из страны. Суд не удовлетворил жалобу Айнур Эльгюнеш о снятии ограничения на её выезд из страны, сославшись на то, что она является свидетелем по уголовному делу, возбужденному против должностных лиц Meydan TV и расследование которого продолжает Следственное управление по тяжким преступлениям Генеральной прокуратуры. Согласно Миграционному кодексу Азербайджана, свидетель не может быть ограничен при выезде из страны, заявила Айнур Эльгюнеш и обжаловал это решение. В июне того же года Бакинский апелляционный суд оставил в силе решение суда первой инстанции. Её адвокат Эльчин Садыгов считает решение апелляционного суда незаконным и необоснованным. «Мы обратимся в Европейский суд по правам человека, утверждая, что это решение нарушает статьи 6 (Право на справедливое судебное разбирательство), 10 (Свобода выражения мнения), 13 (Право на эффективное средство правовой защиты), 18 (Пределы применения ограничений прав) и статью 2 (Свобода передвижения) Дополнительного протокола № 4 к Европейской конвенции о защите прав человека и основных свобод», — заявил он.
Запрет на выезд из страны был снят в мае 2019 года после четырех лет.
22 сентября 2023 года Европейский суд по правам человека (ЕСПЧ) огласил свое решение по делу Айнур Гамбарова и другие против Азербайджана. Согласно выводам ЕСПЧ, власти Азербайджана нарушили право журналистов на свободу передвижения (статья 2 Европейской конвенции по правам человека), а также право на эффективные средства юридической защиты (статья 13 Конвенции). Суд постановил выплатить каждому заявителю по 5 тысяч евро в качестве компенсации морального ущерба и еще по 500 евро в качестве возмещения судебных расходов.

## Арест и суд (2024)
Айнур Эльгюнеш и еще шесть журналистов — сотрудники Meydan TV Айтадж Тапдыг, Хаяля Агаева, Айсель Умудова, Натиг Джавадлы, журналист-фрилансер Рамин Деко, а также заместитель директора Бакинский школы журналистики (BJM) Ульви Тахиров были арестованы 6 декабря 2024 года в Главном управлении полиции города Баку в рамках уголовного дела, возбужденного против Meydan TV. В отношении каждого из них было предъявлено обвинение по статье 206.3.2 Уголовного кодекса АР (контрабанда, совершённая группой лиц по предварительному сговору). Они отрицают обвинения и связывают аресты с их профессиональной деятельностью.

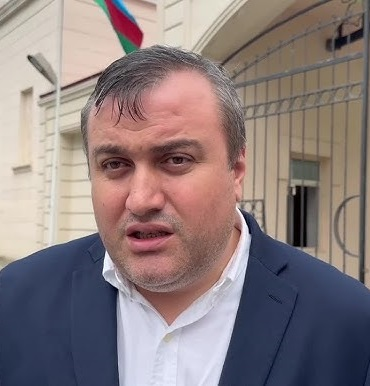
Адвокат Эльчин Садыгов

8 декабря было рассмотрено представление следственного органа о выборе меры пресечения в отношении Айнур Эльгюнеш. В Хатаинском районном суде под председательством судьи Сюльханы Гаджиевой рассмотрены представления по делу о меры пресечение в виде ареста. Представления следственного органа были обеспечены, и в отношении каждого из задержанных, включая Айнур Эльгюнеш, была избрана мера пресечения в виде ареста сроком на 4 месяца.
Айнур Эльгюнеш подала апелляционную жалобу на решение Хатаинского районного суда от 8 декабря 2024 года. 13 декабря на судебном заседании в Бакинском апелляционном суде под председательством судьи Фарида Эюбова апелляционная жалоба Айнур Эльгюнеш была оставлена без удовлетворения. В ходе судебного заседания стало известно, что судья Фарид Эюбов рассматривает апелляцию, однако материалы уголовного дела по рассматриваемому им вопросу в суд не были представлены. Несмотря на возражения защиты, он провёл судебное заседание по этому делу и в течение нескольких минут объявил о сохранении решения об избрании в отношении журналистки меры пресечения в виде ареста сроком на 4 месяца. Айнур Эльгюнеш заявила, что не совершала никаких преступлений. Однако, поскольку критическая журналистика в Азербайджане является преступлением, а профессиональные журналисты также являются преступниками, сегодня она также находится в тюрьме. Её адвокат Эльчин Садыгов подчеркнул, что решение в отношении лица, чьи права он защищает, необоснованно.
17 января 2025 года в Хатаинском районном суде под председательством судьи  Сюльханы Гаджиевой состоялось рассмотрение ходатайства о замене меры пресечения на домашний арест. Айнур Эльгюнеш подчеркнула в ходе судебного проссеса, что её арест был политическим решением, отданным на уровне президента, и заявила судье Сюлхане Гаджиевой, что она никто чтобы принимать решения по этому делу. Суд отклонил ходатайство и оставил в силе постановление о задержании.
7 марта 2025 года адвокат Айнур Эльгюнеш Эльчин Садыгов подал очередное ходатайство о замене меры пресечения в виде ареста на домашний арест. Хотя защита заявила об отсутствии законных оснований для содержания журналистки под стражей, Хатаинский районный суд отклонил это ходатайство.
14 марта 2025 года Хатаинский районный суд рассмотрел представление следственного органа о продлении меры пресечения в виде заключения под стражу, избранной в отношении Айнур Эльгюнеш. Согласно решению суда, срок содержания Эльгюнеш под стражей продлен еще на 3 месяца. "Абсолютно необоснованное решение. 6 апреля истекает срок четырехмесячного заключения моей подзащитной Айнур Эльгюнеш, но после первичного допроса с ней никаких следственных действий не проводилось. Следствие не смогло привести веских доводов для продолжения содержания Эльгюнеш под стражей. Суд не принял во внимание также ограниченность физических возможностей Эльгюнеш, которая является инвалидом, - у нее проблемы с ногой, а в СИЗО нет специфических условий", - сказал Садыгов, защищающий права Эльгюнеш.
24 июня 2025 года Хатаинский районный суд по представлению следственных органов в третий раз продлил меру пресечение Айнур Эльгюнеш. Эльчин Садыгов возражал против ходатайства и заявил об отсутствии необходимости в продлении срока содержания под стражей. Садыгов подчеркнул, что журналисты не совершили никакого преступления. По мнению защиты, хотя журналистам и предъявлено обвинение в контрабанде, убедительных доказательств этому нет. Айнур Эльгюнеш в своем выступлении в суде заявила, что суд не должен выполнять функцию нотариуса и утверждать приказ сверху.
4 июля 2025 года  Бакинский апелляционный суд рассмотрел апелляцию на постановление о продлении меры пресечения в виде заключения под стражу (от 24 июня). Апелляция была отклонена в ходе судебного заседания под председательством судьи Рамина Гарагурбанлы.

## Международное внимание
Задержание журналистов Meydan TV подверглось резкой критике. Влиятельные международные организации обратились к властям Азербайджана с призывом освободить журналистов. Лидеры оппозиционных партий Азербайджана — Партии народного фронта Азербайджана (AXCP), партии «Мусават» и партии «Республиканская альтернатива» (REAL), а также Национального совета демократических сил — выступили с заявлениями, в которых осудили арест журналистов Meydan TV.
Международная правозащитная организация Amnesty International осудила аресты журналистов Meydan TV. "Мы осуждаем последние аресты и призываем азербайджанские власти немедленно освободить журналистов и сотрудников СМИ. Мы опасались репрессий после COP29 и теперь призываем государства-участники конференции ООН отреагировать на продолжающиеся преследования в Азербайджане, стране, которая всё ещё занимает пост председателя COP29", - говорится в заявлении организации. Недавние аресты независимых журналистов, включая сотрудников Meydan TV, являются частью репрессий, которые начались год назад и направлены на подавление независимых критических голосов, подчеркнул Amnesty International.
Организация в защиту прессы «Репортеры без границ» также осудила аресты сотрудников Meydan TV. В сообщении на аккаунте RSF на платформе X сказано: «Репортеры без границ» осуждают эти новые аресты и призывают немедленно освободить их и 13 других журналистов, содержащихся в позорных условиях по надуманным обвинениям».
Базирующийся в Нью-Йорке Комитета по защите журналистов (CPJ) осудил задержание сотрудников Meydan TV. «Власти Азербайджана должны немедленно освободить Натика Джавадлы, Хаялу Агаеву, Айтадж Тапдыг, Айнур Эльгюнеш, Айсель Умудову и Рамина Деко, а также более десятка других ведущих журналистов, арестованных по аналогичным обвинениям в последние месяцы, и прекратить беспрецедентное нападение на независимую прессу», - подчеркнул CPJ.
Международная правозащитная организация Article 19 также осудила аресты журналистов. "Спустя несколько недель после климатического саммита в Баку были задержаны по меньшей мере 7 журналистов – большинство из них из Meydan TV. Репрессии – это новое напоминание о том, что Азербайджан не терпит критики и инакомыслия. Мы должны продолжать бороться с давлением на свободу прессы", - говорится в публикации на аккаунте организации в социальной сети X.
Правозащитная организация Freedom Now тоже присоединилась к требованиям прекратить давление на независимую прессу в Азербайджане «Азербайджан продолжает жестко преследовать независимых журналистов. Последним актом репрессий стало задержание пяти журналистов телеканала Meydan TV по явно политически мотивированным основаниям. Мы призываем немедленно освободить их и положить конец этому преследованию». Об этом говорится в публикации в аккаунте организации на платформе X.
Women Press Freedom своей заявлении поддержал Meydan TV и всех журналистов в Азербайджане, которые продолжают рисковать своей безопасностью, чтобы сообщать правду. "Заставить замолчать прессу — это нападение на демократию", говориться заявлении WPF.
Посол Великобритании в Азербайджане Фергюс Олд также резко раскритиковал аресты: «Задержание журналистов Meydan TV по окончании климатической конференции COP29 — это пощечина демократическим правительствам», — написал он в своем официальном аккаунте X.

### Реакция Госдепартамента США
11 декабря 2024 года Государственный секретарь США Энтони Блинкен посвятил специальное заявление арестам активистов и журналистов в Азербайджане и призвал власти страны освободить их. Баку обвинил Блинкена в предвзятости, отвергнув претензии в подавлении гражданских свобод. В своем заявлении "Эскалация репрессий против гражданского общества и СМИ Азербайджана" Блинкен, в частности, упомянул Руфата Сафарова, Севиндж Вагифгызы, Азера Гасымлы, Фарида Мехрализаде, Бахтияра Гаджиева, недавно задержанных сотрудников Meydan TV "и многих других, арестованных за их работу в области прав человека". США призывают правительство Азербайджана немедленно освободить их, заявил Блинкен. "Соединенные Штаты глубоко обеспокоены не только этими задержаниями, но и усиливающимися репрессиями против гражданского общества и СМИ в Азербайджане", - подчеркивается в заявлении Государственного департамента США. МИД Азербайджана отреагировал на заявление Блинкена обвинив Госдеп США во вмешательстве во внутренние дела страны. Согласно заявлению ведомства, такое вмешательство продолжается "в течение последних четырех лет", и это время стало "потерянными годами для азербайджано-американских отношений".

## Документальные фильмы
- В 2022 году она сняла документальный фильм «Çinar ağacının кölgəsində» (В тени платана). В фильме автор Айнур Эльгюнеш возвращается в город Агдам, откуда она была перемещена в подростковом возрасте, 28 лет спустя в качестве журналиста. На протяжении всего фильма она ищет следы своего детства на улицах Агдама и путешествует к своим воспоминаниям, погребенным под завалами. Продюсером восемнадцатиминутного фильма является журналист и режиссер Дурна Сафарова, а оператором и редактором — Матлаб Мухтаров. Фильм был показан на Сараевском кинофестивале в августе 2022 года.[1][44] В 2023 году фильм получил специальный приз жюри на кинофестивале «Севильфест».[45]

## Премии
- В 2009 году удостоена премии Media Key Award в номинации «Журналист года».[46]
- В 2014 году удостоена премии имени Гасан бека Зардаби Союза журналистов Азербайджана.[46]
- В 2014 году удостоена премии ОБСЕ для журналистов.[46]
- В 2025 году удостоена премии имени Уоллиса Анненберга «Справедливость для женщин-журналистов».[46]